# Martin Johnson Heade

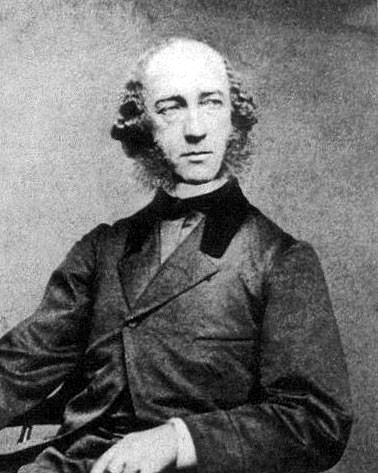
Martin Johnson Heade

Martin Johnson Heade (* 11. August 1819 in Lumberville, Pennsylvania, Vereinigte Staaten; † 4. September 1904 in St. Augustine, Florida) war ein sehr produktiver US-amerikanischer Maler, der insbesondere für seine porträtierten Salzwiesen, Seestücke, tropischen Vögel sowie Lotosblüten und andere Stillleben bekannt war. Sein Stil leitet sich aus der Romantik ab, die zu seinen Lebzeiten populär war.

## Frühes Leben und Ausbildung
Heade wurde als Sohn eines Lagerarbeiters in dem kleinen Dorf Lumberville am Delaware River im Bucks County des US-Bundesstaats Pennsylvania geboren. Bis in die 1850er Jahre betrieb seine Familie mit dem Lumberville Store and Post Office die einzige Gemischtwarenhandlung des Ortes. Heade lernte die grundlegenden Kenntnisse der Malerei bei Edward Hicks, der im nahegelegenen Newton lebte. Möglicherweise spielte auch dessen Cousin Thomas Hicks dabei eine Rolle.

## Schaffensphase

### Frühe Werke
Bereits 1839 begann Heade mit der Malerei – sein frühestes bekanntes Werk ist ein Porträt aus diesem Jahr. Er reiste viel ins Ausland und lebte unter anderem für zwei Jahre in Rom. 1841 stellte er seine Werke im Rahmen einer Präsentation an der Pennsylvania Academy of the Fine Arts in Philadelphia zum ersten Mal aus, 1843 folgte eine weitere Ausstellung an der National Academy of Design in New York. Heade präsentierte seine Arbeiten ab 1848 regelmäßig in Ausstellungen und zog als wandernder Künstler umher, bis er sich 1859 in New York niederließ.

### Landschaftsmalerei

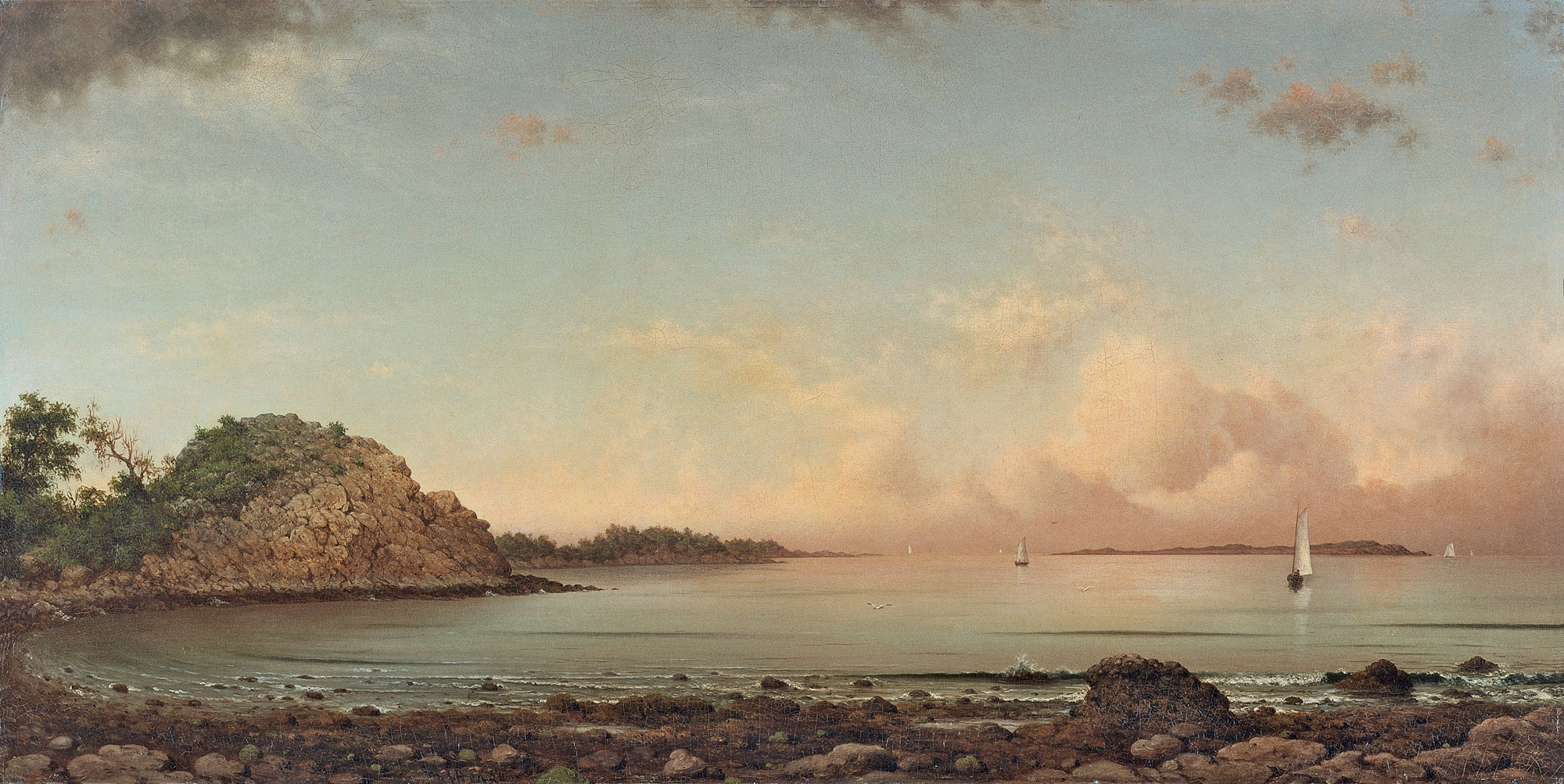
Singing Beach, Manchester, Massachusetts, 1862

Um 1857 stieg Heades Interesse an der Landschaftsmalerei, was unter anderem auf seine Kontakte zu den Künstlern John Frederick Kensett und Benjamin Champney zurückgeführt wird, die er in den White Mountains in New Hampshire traf. Heade mietete in New York ein Studio im Tenth Street Studio Building, in dem zu dieser Zeit viele Künstler der Hudson River School wie Albert Bierstadt, Sanford Gifford oder Frederic Edwin Church lebten. Er baute gute professionelle und auch persönliche Kontakte zu ihnen auf und schloss eine besonders enge Freundschaft mit Church. Die Landschaftsmalerei sollte gut ein Drittel seiner gesamten Werke ausmachen.

### Tropische Motive

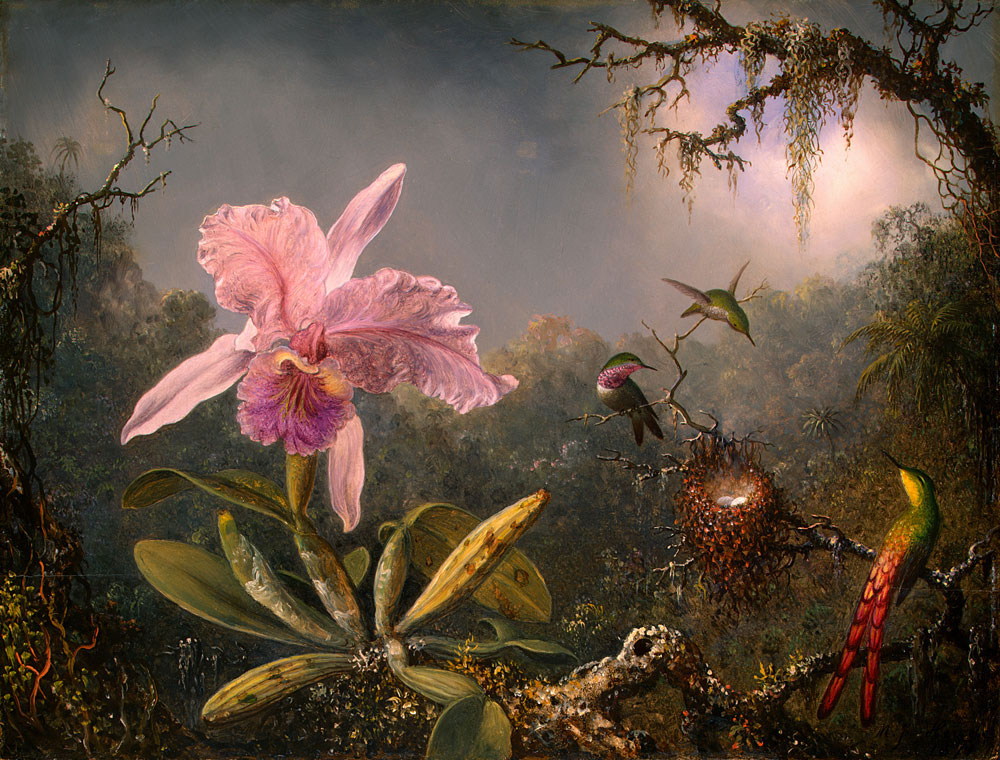
Cattleya Orchid and Three Brazilian Hummingbirds, 1871

Das von seinem Freund Frederic Edwin Church (1826–1900) im Jahr 1859 geschaffene monumentale Gemälde „The Heart of the Andes“ (deutsch: „Das Herz der Anden“), das sich heute in der Sammlung des Metropolitan Museum of Art befindet, weckte Heades Leidenschaft für Motive aus den Tropen. Von 1863 bis 1864 lebte er in Brasilien und arbeitete dort an einer mehr als 40 Bilder umfassenden Serie kleinerer Gemälde mit Kolibris als Hauptmotiv. Diese Serie war ursprünglich für ein Buch mit dem Titel „The Gems of Brazil“ (deutsch: „Die Juwelen von Brasilien“) gedacht, jedoch hat es Heade sowohl aufgrund finanzieller Schwierigkeiten als auch aus Zweifel an der erzielbaren Druckqualität nie veröffentlicht. Dennoch kehrte er 1866 auf Reisen nach Nicaragua und 1870 nach Kolumbien, Panama und Jamaika in die Tropen zurück, um weitere Bilder über tropische Vögel und Landschaften anzufertigen. Er behielt diese Leidenschaft bis an das Ende seiner Karriere.

### Szenen mit Salzwiesen

Sunlight and Shadow: The Newbury Marshes, 1871–75

Auf dem Gebiet der Landschaftsmalerei wurde Heade insbesondere durch seine Gemälde der Salzwiesen an der Küste Neuenglands bekannt. Im Gegensatz zu typischen Darstellungen der Künstler der Hudson River School von Bergen, Tälern und Wasserfällen vermeiden die Bilder von Heade eine Verherrlichung der tatsächlichen Gegebenheiten und fokussieren stattdessen auf eine kontrollierte horizontale Erweiterung der gezeigten Szene, was unter anderem durch sich wiederholende Elemente wie Heuhaufen und Personen erreicht wird. Heade konzentrierte sich ebenso auf die Darstellung der Lichtstimmung in seinen Bildern. Aufgrund dieser und ähnlicher Werke bezeichnen ihn manche Historiker als Vertreter des Luminism. Heade zog im Jahr 1883 von New York nach St. Augustine in Florida und wählte ab diesem Zeitpunkt die subtropische Umgebung seines neuen Wohnortes als primäres Motiv seiner Landschaftsdarstellungen.

## Spätes Leben und Stillleben

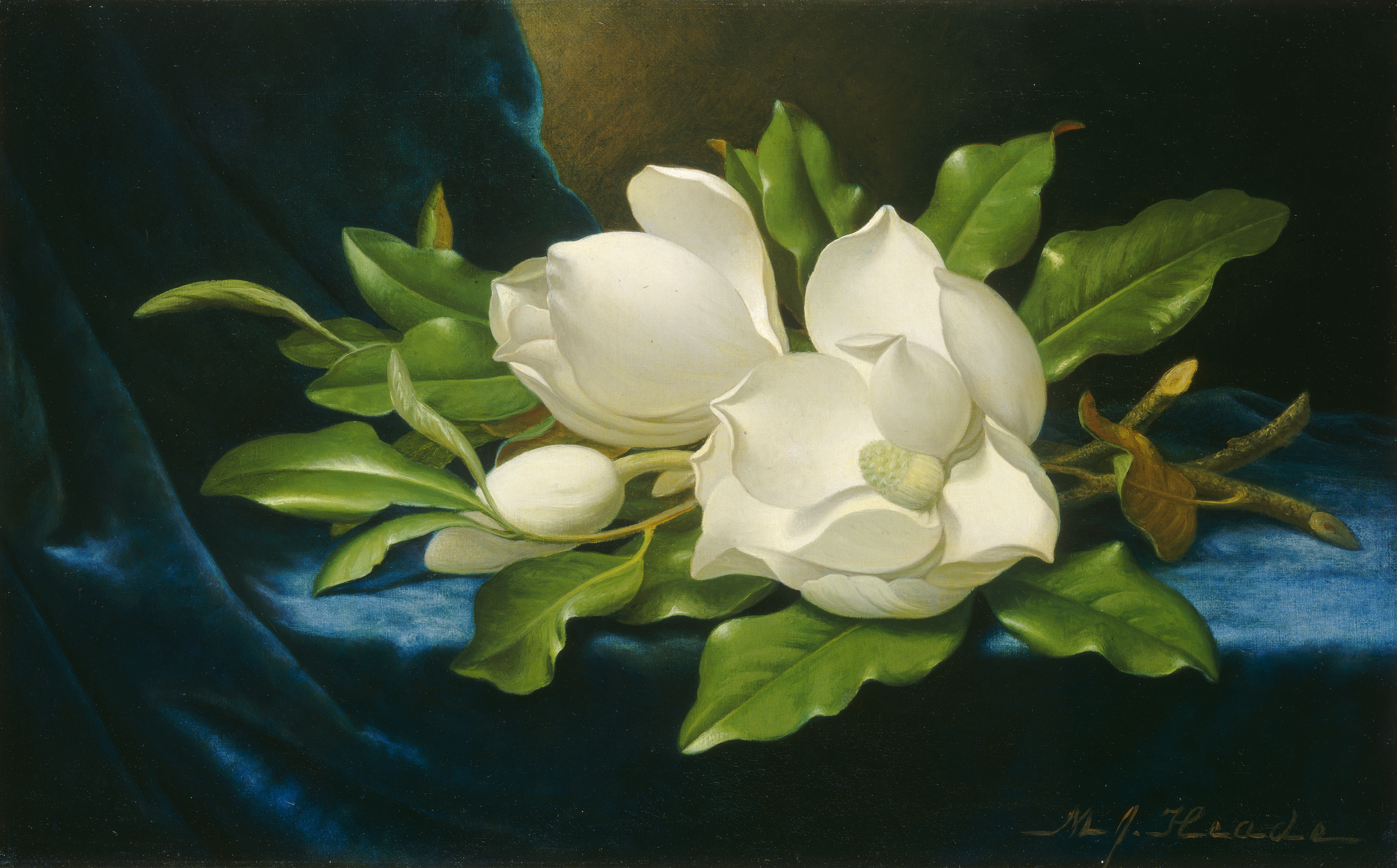
Giant Magnolias on a Blue Velvet Cloth, 1890

1883 heiratete er und zog nach St. Augustine in Florida, wo er bis zu seinem Tod im Jahr 1904 lebte und auch weiterhin malte. Zu seinen in Florida entstandenen Werken zählen in Fortführung seiner bereits in den 1860er Jahren entwickelten Leidenschaft vor allem Stillleben mit Blumen, im Speziellen auf Seidentücher abgelegte Magnolienblüten. Seine früheren Arbeiten zeigen typischerweise in einer kunstvollen Vase arrangierte, kleine bis mittelgroße Blumen auf einem mit einem Stück Tuch bedeckten Tisch. Heade ist der einzige US-amerikanische Künstler des 19. Jahrhunderts, der eine so hohe Zahl an Gemälden sowohl im Bereich der Stillleben als auch Landschaften schuf.

## Beziehung zurHudson River School

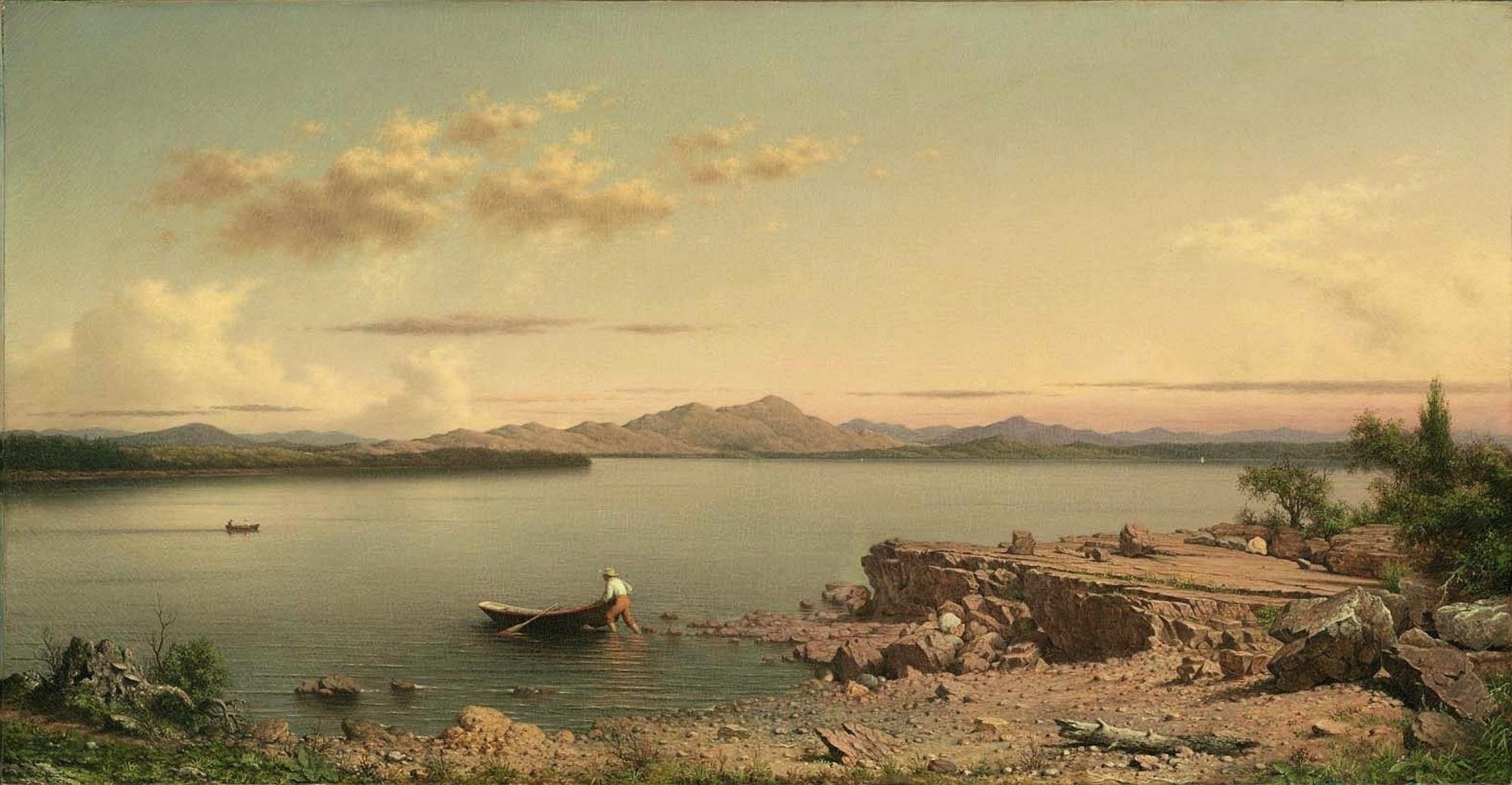
Lake George, 1862

Kunsthistoriker sind zunehmend überzeugt, dass Heade – im Gegensatz zur etablierten Ansicht – nicht zum Kreis der Hudson River School zu zählen ist. Dieser Eindruck war vorwiegend durch die Aufnahme seiner Werke in eine Ausstellung am Metropolitan Museum of Art im Jahr 1987 entstanden, in der Landschaftsmalereien der Hudson River School gezeigt wurden. Einige Jahre nach dieser Ausstellung schrieb Theodore Stebbins, der ein Schüler von Heade war und dessen Catalogue raisonné verfasst hatte, dass neben ihm selbst auch andere Schüler von Heade mehr und mehr Zweifel daran hegten, Heade als Teil der Hudson River School anzusehen.
Nur etwa 40 Prozent der Werke Heades sind Landschaftsdarstellungen, während die Mehrzahl der Gemälde Stillleben, Vögel und Porträts umfasst, die alle drei als Themenbereiche in keinem Zusammenhang mit der Hudson River School stehen. Nur ein Viertel der Landschaften von Heade kann stilistisch der Hudson River School zugeordnet werden. Heade war darüber hinaus weitaus weniger an topografisch korrekten Darstellungen interessiert als die Maler der Hudson River School und setzte stattdessen seinen Schwerpunkt auf Stimmungen und Lichteffekte. Stebbins schrieb dazu: „Falls die Gemälde der Küstenlandschaften sowie die konventionelleren Kompositionen [...] den Betrachter dazu führen könnten, Heade als Maler der Hudson River School anzusehen, machen im Gegenteil dazu die [Szenen der Salzwiesen] deutlich, dass er es nicht war“.

## Rezeption
Zu seinen Lebzeiten war Heade eher unbekannt und geriet bis in die erste Hälfte des 20. Jahrhunderts nahezu vollständig in Vergessenheit. Erst zur Zeit des Zweiten Weltkriegs entwickelte sich im Rahmen eines neu erwachten grundsätzlichen Interesses an US-amerikanischer Kunst aus dem 19. Jahrhundert eine neue Anerkennung seiner Arbeiten. Wesentlich trug dazu die Präsentation seines Gemäldes Thunderstorm Over Narragansett Bay (1868) auf der Ausstellung „Romantic Painting in America“ des Museum of Modern Art im Jahr 1943 bei. Kunsthistoriker sehen ihn heute als einen der wichtigsten amerikanischen Künstler seiner Generation an, und seine Arbeiten haben auch zeitgenössische Künstler wie David Bierk und Ian Hornak inspiriert.
Heades Werke sind in den meisten wichtigen US-amerikanischen Museen ausgestellt, darunter das Museum of Fine Arts in Boston, das die größte Sammlung besitzt, das Metropolitan Museum of Art in New York City und die National Gallery of Art in Washington, D.C.
Im Jahr 1955 spendete der Kunsthistoriker und Direktor der Macbeth Gallery Robert McIntyre seine Sammlung von Heades persönlichen Unterlagen an die Archives of American Art, die Teil der Smithsonian Institution sind. Zu diesen Papieren zählten unter anderem Heades Skizzenbuch, Notizen sowie Briefe von seinem Freund und Künstlerkollegen Frederic Edwin Church. 2007 wurden diese Dokumente digitalisiert und sind seitdem im Internet verfügbar.
Von 1999 bis 2000 waren die Arbeiten von Heade Gegenstand einer großen, von Theodore Stebbins organisierten Ausstellung, die im Museum of Fine Arts in Boston begann und mit Zwischenstation in der Washingtoner National Gallery of Art im Los Angeles County Museum of Art endete.
Im Jahr 2004 wurde Heade mit einer besonderen Briefmarke des United States Postal Service geehrt, die sein Gemälde Giant Magnolias on a Blue Velvet Cloth aus dem Jahr 1890 zeigte.

## Dokumentierte Entdeckungen
Zu den aufsehenerregendsten Entdeckungen zählen die folgenden Begebenheiten:
- Das Gemälde Thunderstorm on Narragansett Bay, heute in der Sammlung des Amon Carter Museum in Fort Worth, Texas, wurde 1943 in einem Antiquitätengeschäft in Larchmont (New York) vom New Yorker Kunsthändler Victor Spark entdeckt.
- Die Gemälde Magnolia Blossoms on Blue Velvet und Cherokee Roses, die sich heute in privaten Sammlungen befinden, wurden 1996 bei einer Wohnungsauflösung in Arizona für insgesamt 60 US-Dollar erworben. Die Erstkäufer versteigerten beide Kunstwerke noch im gleichen Jahr bei Christie’s für 937.500 bzw. 134.500 Dollar.
- Das Werk Two Magnolias on Blue Plush wurde 1989 von einem Privatmann aus Wisconsin für 29 Dollar auf einem Flohmarkt erworben. Zehn Jahre später versteigerte er es ebenfalls bei Christie’s für 882.500 Dollar. Heute befindet es sich in der Sammlung von James W. McGlothlin in Bristol (Virginia).
- Das Gemälde Magnolias on Gold Velvet Cloth wurde jahrelang dazu genutzt, ein Loch in einer Wand eines Wohnhauses in Indiana abzudecken. Der Eigentümer des Bilds wurde auf den Wert des Kunstwerks neugierig, nachdem er ein Brettspiel mit künstlerischem Bezug gespielt hatte, und ließ die Echtheit durch eine Kunstgalerie in New York prüfen. Das Museum of Fine Arts in Houston kaufte das Kunstwerk 1999 für 1,25 Millionen Dollar.[7]
- Die zunächst unbenannte Darstellung einer Salzwiese (heute unter River Scene bekannt) wurde 2003 auf dem Dachboden eines Hauses in Boston gefunden. Ein örtliches Auktionshaus versteigerte das Bild für knapp eine Million Dollar an einen Kunsthändler, der es im Rahmen der PBS-TV-Show „Find!“ der Öffentlichkeit präsentierte und an einen privaten Sammler verkaufte. Heute befindet es sich im Fogg Art Museum in Cambridge (Massachusetts).
- Im Jahr 2004 erfuhr eine in Florida lebende Frau von ihrem Sohn von dem in der Show gezeigten Fund und wurde daraufhin auf ein 12 in (304,8 mm) mal 6 in (152,4 mm) großes Bild aufmerksam, das seit Jahrzehnten in ihrem Wohnzimmer hing. Das Gemälde, das ihr Ehemann für einige Dollar in den 1970er Jahren in St. Augustine erworben hatte, wurde als ein Spätwerk von Heade authentifiziert und im Rahmen einer Auktion für 218.500 Dollar an einen Kunsthändler verkauft.
- Ein weiteres Gemälde wurde 2006 auf einem Dachboden in Massachusetts gefunden, als Original aus dem Zeitraum von 1883 bis 1890 bestätigt und in Fall River im Rahmen einer Auktion für 198.000 Dollar versteigert.